# حلقه دیستیلری و شاخه خیابان چری
حلقه دیستیلری و شاخه خیابان چری (انگلیسی: Distillery Loop and Cherry Street branch) یک حلقه بالون در سیستم تراموای تورنتو در تورنتو، انتاریو، کانادا که در انتهای جنوبی شعبه خیابان چری قرار دارد - که در اصل خط تراموای خیابان چری نامیده می‌شد. این حلقه در ژوئن ۲۰۱۶ افتتاح شد.